# ASAP Ferg
Darold Ferguson, Jr. (Harlem, Nova Iorque, Estados Unidos em 20 de outubro de 1988), conhecido pelo nome artístico de ASAP Ferg (estilizado como A$AP Ferg), é um rapper norte-americano da Cidade de Nova Iorque.

## Discografia

### Álbuns de estúdio
| Trap Lord                                                                                          | - Lançamento: 20 de agosto de 2013 - Gravadora: A$AP Worldwide, Polo Grounds, RCA - Formatos: CD, LP, digital download | 9 | 4 | 2 | 85 |
| "—" denota um título que não obteve resultados nos gráficos ou não foi lançado naquele território. | |   |   |   |    |

### EPs
| L.O.R.D. (com ASAP Mob)                                                                            | - Lançamento: por anunciar, 2014 - gravadora: A$AP Worldwide, Polo Grounds, RCA - Formatos: CD, digital download | TBR | TBR | TBR |
| "—" denota um título que não obteve resultados nos gráficos ou não foi lançado naquele território. | |     |     |     |

### Mixtapes
| Título                           | Detalhes do álbum                                                                            |
| -------------------------------- | -------------------------------------------------------------------------------------------- |
| Lords Never Worry (com ASAP Mob) | - Lançamento: 18 de agosto de 2012 - Gravadora: Auto-lançamento - Formatos: digital download |

### Singles

#### Como artistas principal
| "Work"                                                                                                | 2013 | 100 | 30 | — | Lords Never Worry     |
| "Work" (Remix) (featuring ASAP Rocky, French Montana, Trinidad James and Schoolboy Q)                 | 2013 | —   | —  | — | Trap Lord             |
| Shabba (participando ASAP Rocky)                                                                      | 2013 | 107 | 34 | — | Trap Lord             |
| "Hood Pope"                                                                                           | 2013 | —   | —  | — | Trap Lord             |
| "Shabba (Remix)" (featuring Shabba Ranks, Busta Rhymes and Migos)                                     | 2013 | —   | —  | — | Single não para álbum |
| "—" denota uma gravação que não obteve resultados nos gráficos ou não foi lançado naquele território. |      |     |    |   |                       |

#### Como artista convidado
| "Lotta That" (G-Eazy participando ASAP Ferg e Danny Seth)                                             | 2014 | 114 | 32 | 21 | These Things Happen |
| "Hella Hoes" (ASAP Mob participando ASAP Rocky, ASAP Nast, ASAP Ferg e ASAP Twelvy)                   | 2014 | —   | 60 | —  | L.O.R.D.            |
| "—" denota uma gravação que não obteve resultados nos gráficos ou não foi lançado naquele território. |      |     |    |    |                     |

### Outras canções
| Título                                                          | Ano  | Posições nos gráficos | Posições nos gráficos | Posições nos gráficos | Álbum            |
| Título                                                          | Ano  | EUA                   | EUA R&B               | EUA Rap               | Álbum            |
| --------------------------------------------------------------- | ---- | --------------------- | --------------------- | --------------------- | ---------------- |
| "Ghetto Symphony" (ASAP Rocky participando Gunplay e ASAP Ferg) | 2013 | —                     | 52                    | —                     | Long. Live. ASAP |
| "—" denota uma gravação que não obteve resultados nos gráficos  |      |                       |                       |                       |                  |

### Aparições como convidado
| Título                 | Ano  | Outro(s) artista(s)               | Álbum                           |
| ---------------------- | ---- | --------------------------------- | ------------------------------- |
| "Get High"             | 2010 | ASAP Rocky                        | Deep Purple                     |
| "Kissin' Pink"         | 2011 | ASAP Rocky                        | Live. Love. ASAP                |
| "Harlem to Texas"      | 2012 | OG Che$$                          | —                               |
| "Home"                 | 2012 | OG Che$$                          | —                               |
| "love2K"               | 2013 | Kilo Kish, Smash Simmons          | K+                              |
| "Max Julien"           | 2013 | Funkmaster Flex, ASAP Rocky       | Who You Mad At? Me or Yourself? |
| "Trap Lords"           | 2013 | Funkmaster Flex, Bodega Bamz      | Who You Mad At? Me or Yourself? |
| "Take It Easy"         | 2013 | Peter Rosenberg, ASAP Rocky       | New York Renaissance            |
| "Uptown"               | 2013 | Travis Scott                      | Owl Pharaoh                     |
| "Say Amen"             | 2013 | Bodega Bamz                       | Strictly 4 My P.A.P.I.Z.        |
| "Bossin Up"            | 2013 | Kid Ink, French Montana           | Almost Home                     |
| "Click Clack"          | 2013 | YG                                | Mr. Sold Out Pt. 25             |
| "So Cold"              | 2013 | Dash, ASAP Nast                   | V.I.C.E.S                       |
| "Smoke Signals"        | 2013 | Audobon                           | Hotel Audubon                   |
| "More Champagne"       | 2013 | DJ Whoo Kid, Wiz Khalifa, Problem | —                               |
| "Lullaby"              | 2014 | Aston Matthews                    | Aston 3:16                      |
| "Lac Lac"              | 2014 | Big K.R.I.T.                      | —                               |
| "We Don't Fuckin Care" | 2014 | Onyx                              | Wakedafucup                     |
| "Hands On Me"          | 2014 | Ariana Grande                     | My Everything                   |
| ''Crystal City''       | 2016 | Yung Lean                         | Frost God                       |

## Prêmios e indicações

### BET Hip Hop Awards
O BET Hip Hop Awards foram estabelecidos em 2013 pela rede Black Entertainment Television para celebrar apresentações de Hip hop, produtores e diretores de videoclipes.
| Ano  | Trabalho indicado   | Prêmio                  | Resultado |
| ---- | ------------------- | ----------------------- | --------- |
| 2013 | ASAP Ferg           | Estreante do Ano        | Venceu    |
| 2013 | ASAP Ferg and Scout | Diretor de Vídeo do Ano | Indicado  |